# زاميا كليلة الأوراق
زاميا كليلة الأوراق (الاسم العلمي:Zamia amblyphyllidia) هي نوع من النباتات تتبع جنس الزاميا من الفصيلة الزامية.